# Coquillettomyia extensa
Coquillettomyia extensa är en tvåvingeart som beskrevs av Boris Mamaev 1973. Coquillettomyia extensa ingår i släktet Coquillettomyia och familjen gallmyggor. Inga underarter finns listade i Catalogue of Life.